# Polyergus samurai

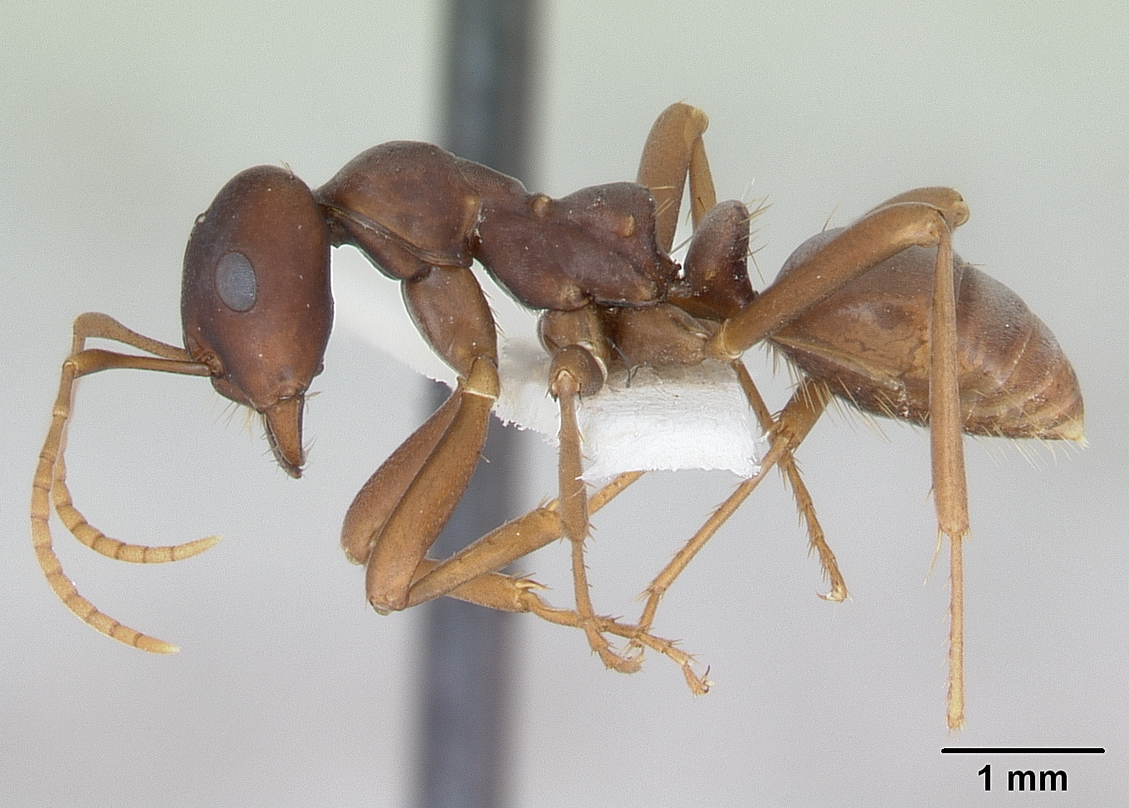
Polyergus samurai (вид сбоку)

Polyergus samurai (лат.) — вид муравьёв-рабовладельцев из рода муравьёв-амазонок подсемейства Формицины (Formicinae).

## Распространение
Дальний Восток России, Япония (Хоккайдо, Хонсю, Сикоку и Кюсю), Корея, восточный Китай.

## Описание
Ведут «рабовладельческий» образ жизни (англ. Japanese pirate ant). Рабочие имеют длину 6,2—6,5 мм (самки — 8,5—9,0 мм, самцы — до 5,5 мм). Окраска рабочих тёмно-коричневая (самки чёрные), ноги и усики — желтовато-коричневые. Тело рабочих и самок матовое, челюсти блестящие, у самцов брюшко блестящее с коричневым оттенком. Чешуйка петиоля стебелька спереди выпуклая, толстая, почти квадратная.
Обитают в безлесных местах Кореи и Японии и на прибрежных местах озера Хасан. В качестве «рабов» используют Formica japonica, которые выполняют все работы по гнезду (строят, ухаживают за личинками, добывают пищу). Вид был впервые обнаружен на острове Хонсю и описан японским энтомологом Масами Яно в 1911 году как подвид Polyergus rufescens subsp. samurai Masami Yano, 1911, и только в 1925 году итальянский мирмеколог Карл Эмери повысил до видового статуса Polyergus samurai (Emery, 1925). Большинство гнёзд моногинные, то есть, кроме рабочих особей содержат только одну единственную матку.

## Генетика
Диплоидный набор хромосом 2n = 54 (самки и рабочие), гаплоидный n = 27 (самцы).

## Красная книга
Муравьи Polyergus samurai включены в «Красный список угрожаемых видов» международной Красной книги Всемирного союза охраны природы в статусе Vulnerable species (таксоны, которые «находятся в уязвимом положении», уязвимые виды).